# Symphytum asperum
Espèce
Classification phylogénétique
La consoude rude, consoude rugueuse ou consoude hérissée (Symphytum asperum), est une plante vivace de la famille des Boraginacées.
Nom russe : Окопник жесткий

## Description
La consoude rude est une grande plante vivace, herbacée, pouvant atteindre 1,50 m de haut, d'un port buissonnant, à racine charnue pivotante.
Ses feuilles alternes, gaufrées, ovales-lancéolées, sont abondamment couvertes de poils raides. Cette particularité est à l'origine de l'épithète spécifique. Elles disposent d'un court pétiole et ne sont pas décurrentes (ne se prolongent pas sur la tige), à la différence de la consoude officinale (Symphytum officinale).
Ses fleurs mauves, disposées en panicules corymbiformes au sommet des rameaux, fleurissent de mai à juin.
Chaque fruit est un schizocarpe en quatre sections aux méricarpes granuleux.
Cette espèce compte 32 chromosomes.

## Position taxinomique
Symphytum asperum a un synonyme : Symphytum asperrimum Sims
Elle compte aussi une variété botanique :
- Symphytum asperum var. armeniacum (Buckn.) Kurtto (1982) - synonyme : Symphytum armeniacum Buckn.

Enfin, elle s'est hybridée naturellement avec Symphytum caucasicum.

## Distribution
Cette espèce a une large aire de distribution naturelle : toute l'Europe, le pourtour méditerranéen, Caucase et Asie... mais elle s'est implantée dans tout l'hémisphère Nord, en particulier en Amérique.
Son habitat comprend les bordures de forêts et de rivières, en terres pauvres.

## Utilisations
La consoude rude a une utilisation fourragère en Russie (peut-être ailleurs en Europe du Nord).
Elle n'a pas vraiment d'utilisation horticole.
À cause de sa robustesse, elle a tendance à devenir envahissante.

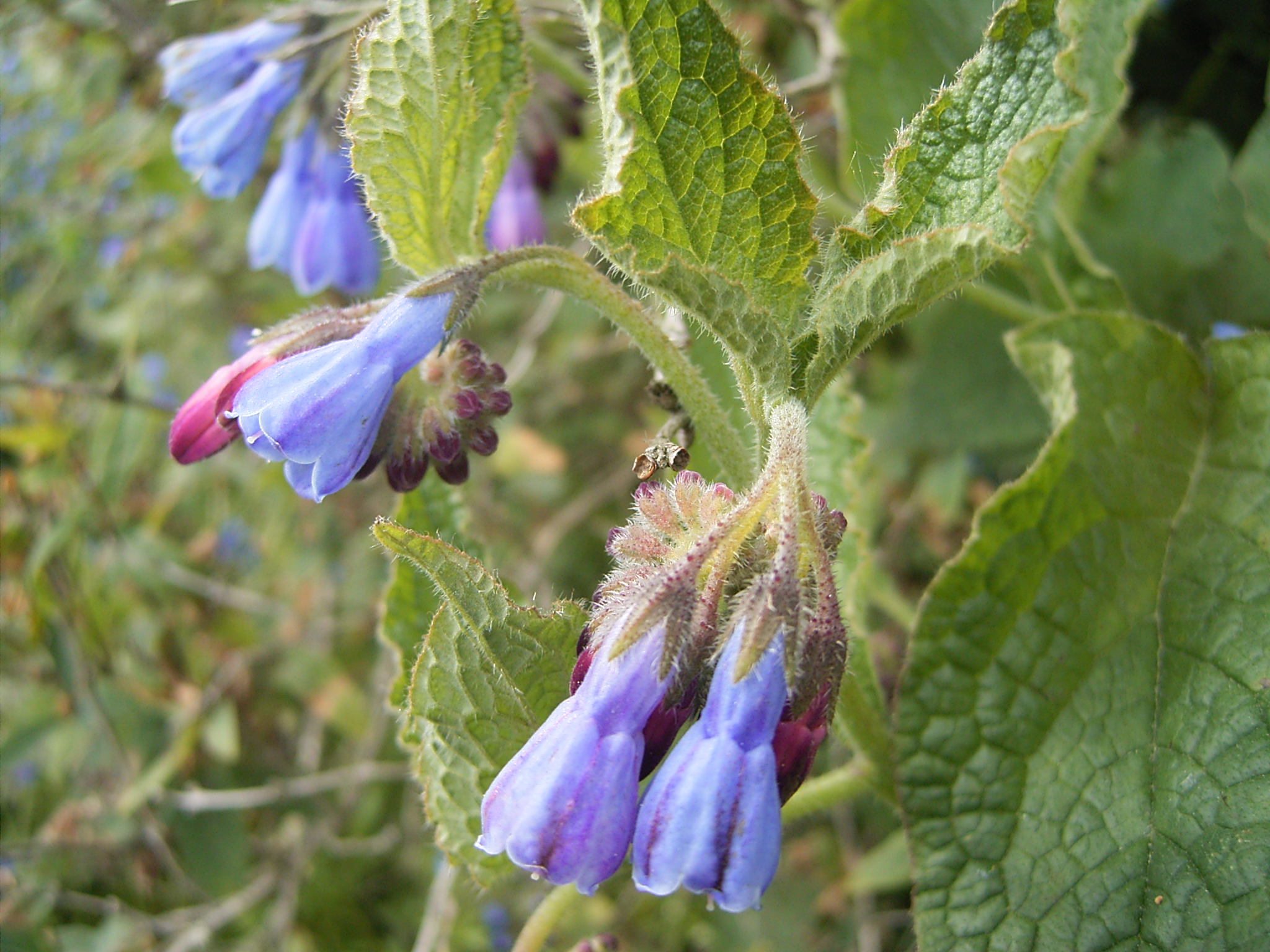
Fleurs
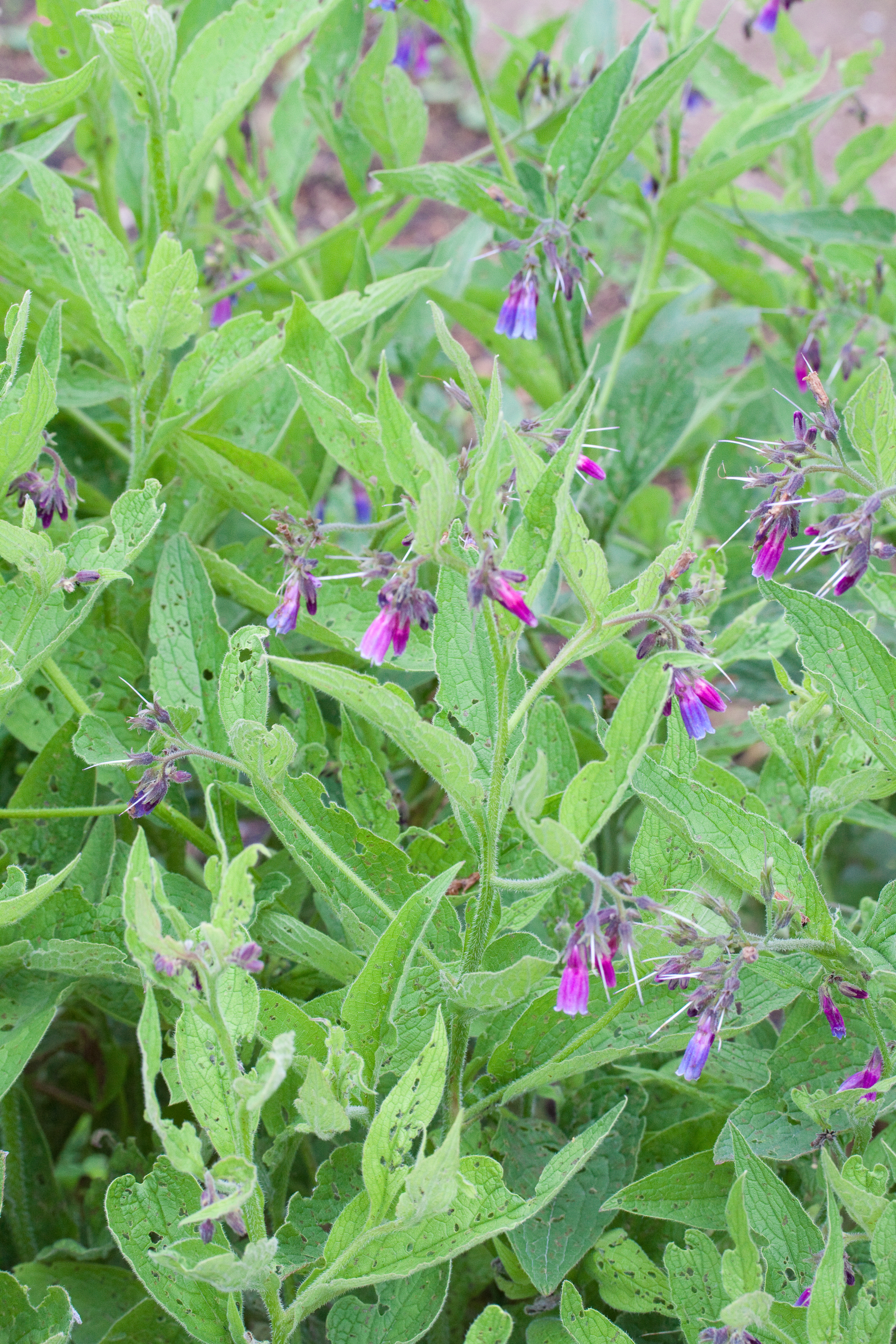
Floraison
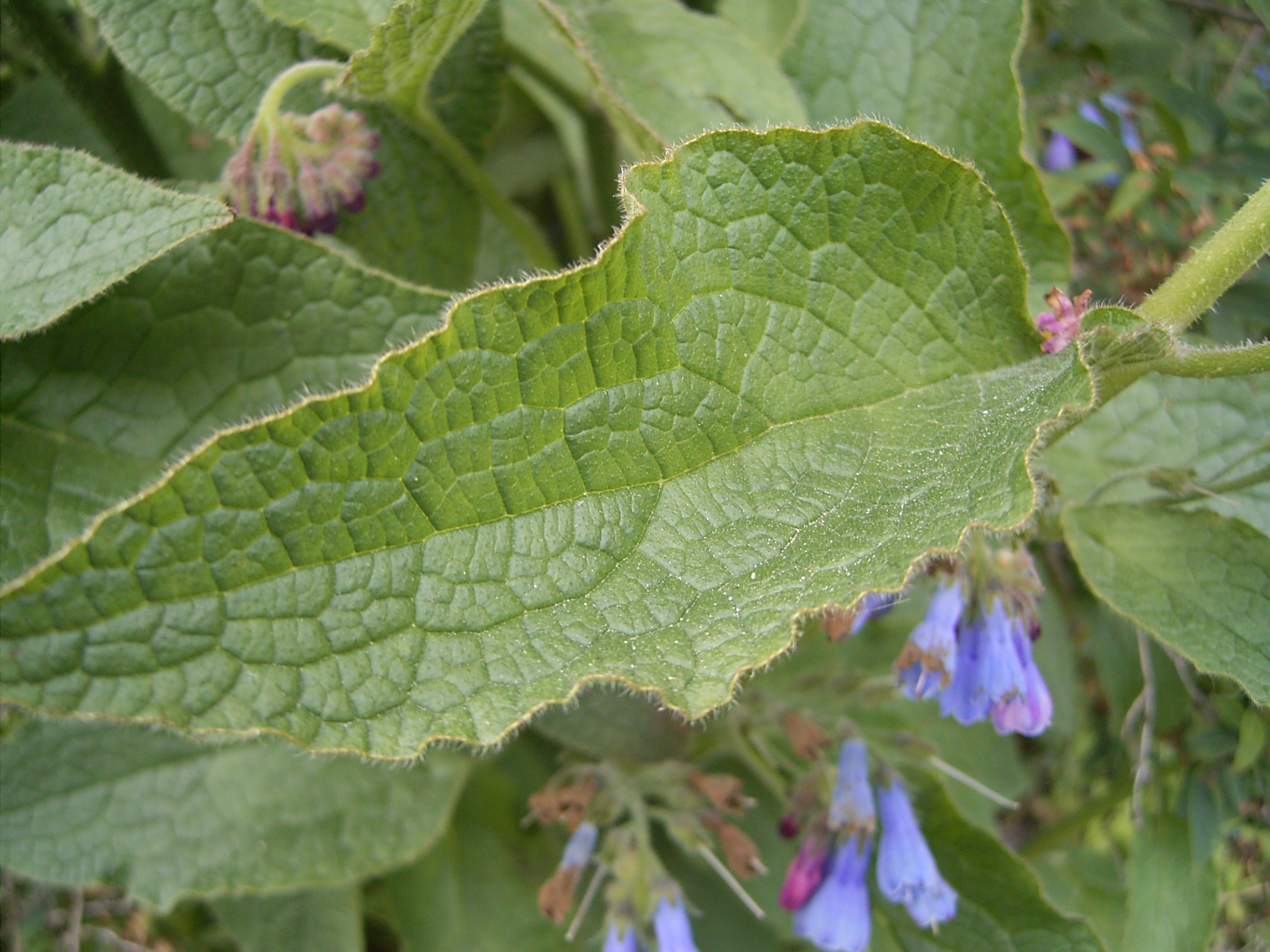
Feuille
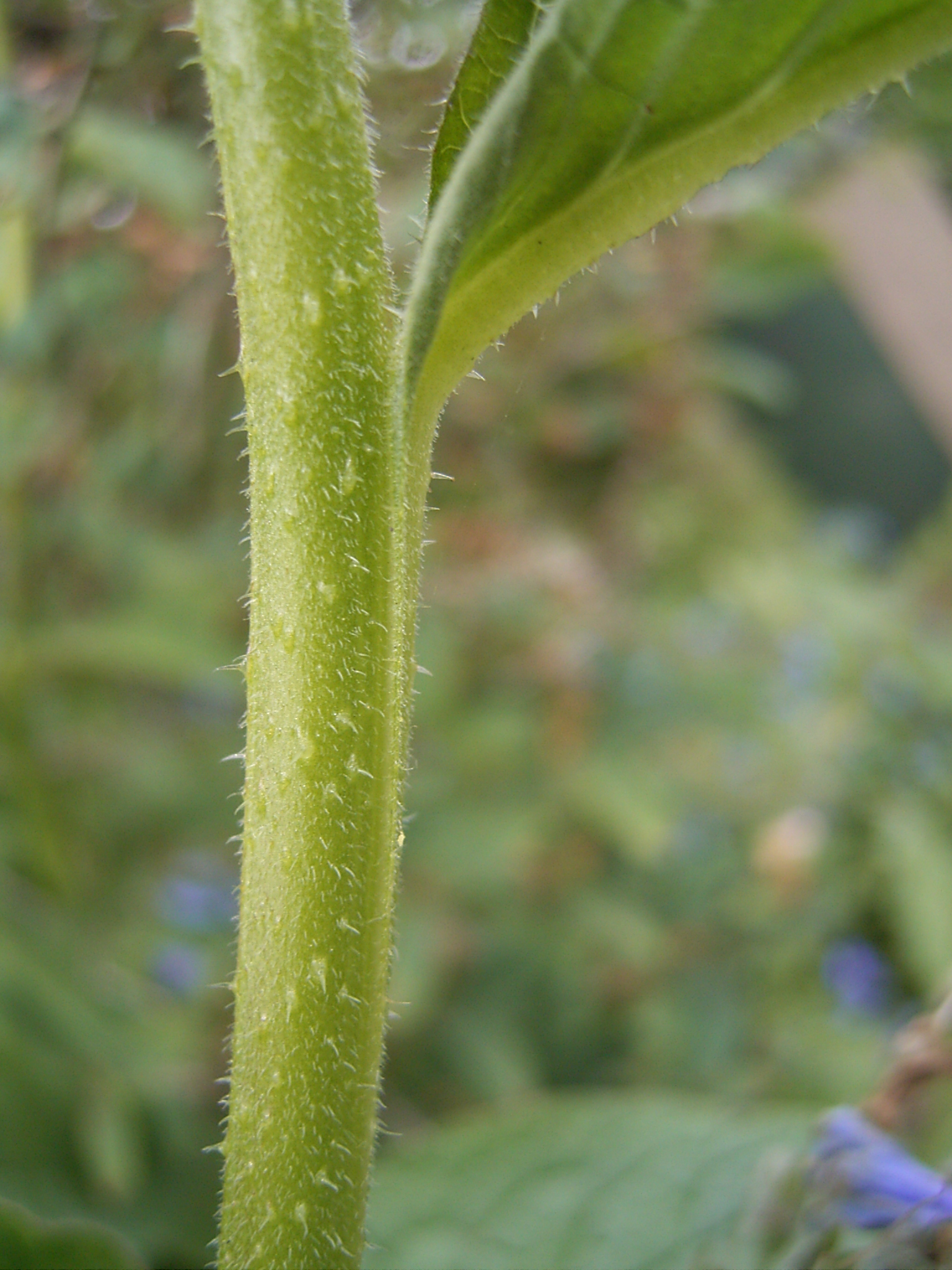
Tige